# Batavia (bateau)
Pour les articles homonymes, voir Batavia.
Le Batavia est un retourschip (ou Indiaman) néerlandais qui fut affrété par la Compagnie néerlandaise des Indes orientales (Vereenigde Oost-Indische Compagnie – VOC) en direction des Indes néerlandaises et qui fit naufrage à proximité de  l'Australie le 4 juin 1629. Les survivants de la catastrophe débarquèrent sur l'archipel des Abrolhos de Houtman et furent victimes d'un des plus horribles massacres connus du XVIIe siècle. Toutes causes de mort réunies, seul un tiers des passagers et hommes d'équipage survécut à ce drame.
Créée en 1602, la Compagnie néerlandaise des Indes orientales est à cette époque la plus puissante des compagnies européennes exploitant les richesses de l'Asie. Elle entretient une importante flotte et dispose de véritables pouvoirs régaliens dans les comptoirs qu'elle occupe militairement. Batavia (actuelle Jakarta, en Indonésie) en est le point névralgique pour le commerce des épices. Chaque année, la compagnie y envoie trois flottes fin octobre, début décembre et fin avril.

## La construction
Le Batavia était un trois-mâts construit après 1626, par Jan Rijcksen, maître charpentier du chantier naval d'Amsterdam de la VOC. Il faut près de deux ans et demi à Rijcksen pour achever la construction du Batavia, et le 25 mai 1628, alors que le navire et son sister-ship sont presque terminés, Rijcksen doit encore entamer un voyage avec deux administrateurs de la Compagnie pour acheter le bois supplémentaire nécessaire à l'achèvement des deux navires. Enfin, en octobre de la même année, le Batavia est lancé et appareille de Texel en tant que navire amiral d'une flotte de six navires de la VOC à destination de Batavia.
Le Batavia mesurait 160 pieds Amsterdam (45,30 m) de longueur sur son pont supérieur, 36 pieds Amsterdam (10,19 m) de largeur, et la hauteur entre le haut de sa carène et le pont inférieur était de 14 pieds Amsterdam (3,94 m). Le rapport longueur / largeur du navire était de 4,4 pour 1 et son volume atteignait 300 last (600 tonnes métriques).
Il était armé de 30 canons.

## Le voyage

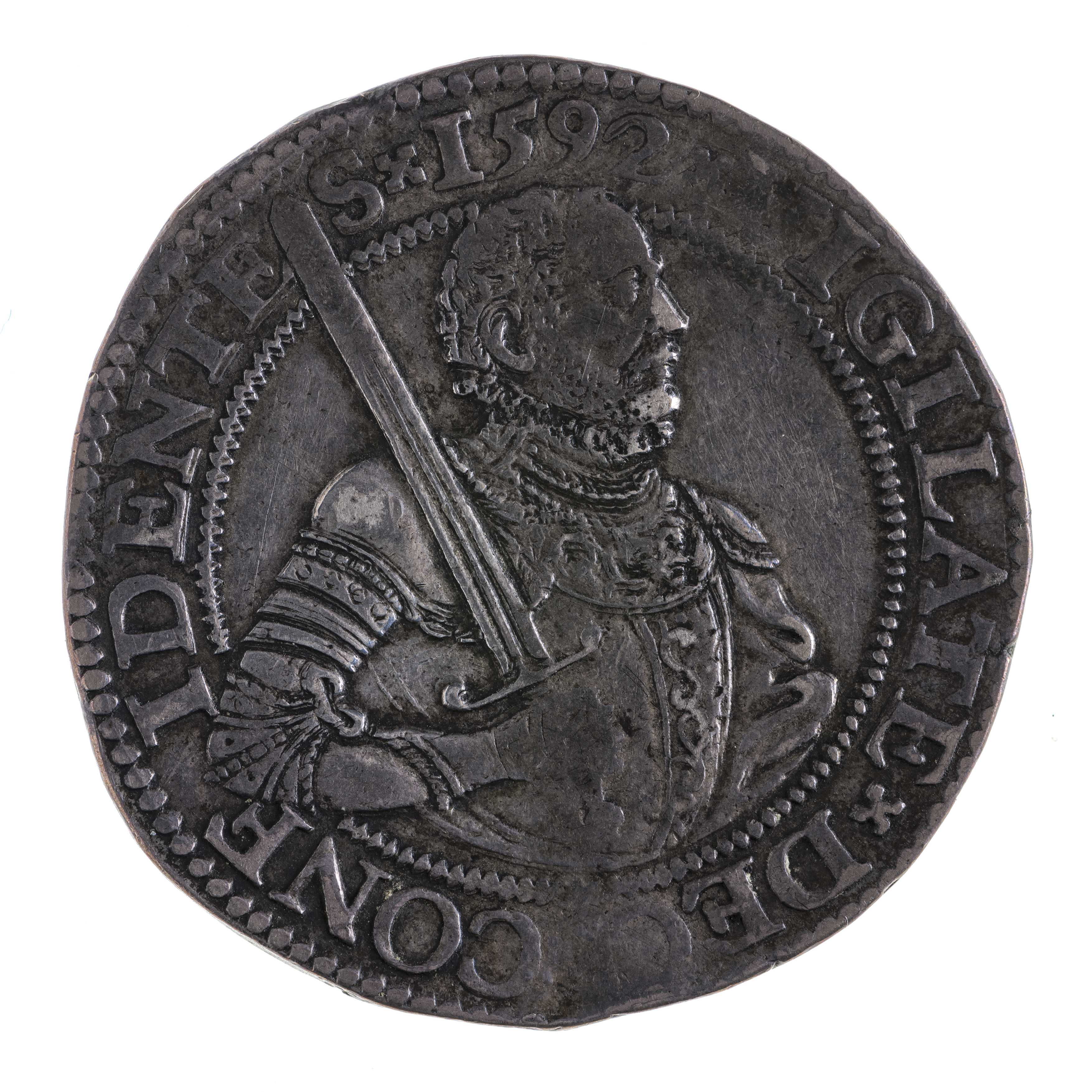
Les soutes transportaient des caisses de daalders au type 1592 (avers, argent).

Le 28 octobre 1628,  le Batavia quitte l'île de Texel, dans le nord de la Hollande, pour son voyage inaugural en direction des Indes néerlandaises avec une cargaison de pièces d'or et d'argent estimée à 250 000 florins et destinée au commerce des épices. Il est placé sous l'autorité de responsables commerciaux, le subrécargue (superintendant de la Compagnie) François Pelsaert, assisté d'un intendant adjoint Jeronimus Cornelisz, un ancien apothicaire ayant fait faillite. Le capitaine Ariaen Jacobsz en assume la navigation.
Le navire a embarqué quelque 320 personnes, dont les deux tiers de marins et soldats. Le reste est composé des officiers et commis de la Compagnie, ainsi que de passagers souhaitant s'installer dans les colonies, dont une vingtaine de femmes.

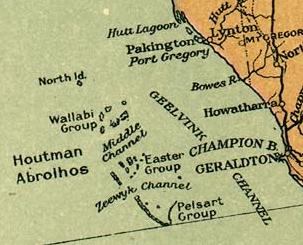
Les Abrolhos de Houtman. À droite, la côte occidentale de l'Australie.

Jusqu'à l'escale du Cap, le Batavia navigue au sein d'une flotte comprenant deux autres retourschepen : le Dordrecht et le Galiasse, trois bâtiments plus modestes, l'Assendelft, le Sardam et le Kleine David, et un escorteur, le Buren.
Le Cap est atteint le 14 avril 1629. Le Galiasse et le Kleine David poursuivent leur route en direction des Indes en remontant la côte africaine orientale. Les autres navires font escale jusqu'au 22 avril pour renouveler leur ravitaillement.
Depuis quelques années, les navires qui se rendent à Java empruntent une route indirecte mais plus rapide, à la faveur des puissants courants marins, qui passe dans le sud de l'Océan Indien, avant de remonter plein nord lorsque la longitude voulue est atteinte, en longeant sur tribord le continent australien (alors appelé Terre du Sud) et dont la position est à l'époque encore largement inconnue. À quelque 80 kilomètres au large de la côte australienne, une série d'îlots et de récifs de corail, connue sous le nom d'Abrolhos de Houtman, rend ce périple d'autant plus dangereux que les instruments de navigation de l'époque restent rudimentaires.
Pendant le voyage, les relations entre le capitaine Jacobsz et le subrécargue Pelsaert se sont détériorées. Cornelisz en profite pour se rapprocher du capitaine jusqu'à envisager avec lui une mutinerie qui leur permettrait de se rendre maître du bateau et de sa riche cargaison. Lorsque le Batavia reprend la mer, le capitaine fait en sorte que son bateau s'écarte du reste de la flotte. Des marins ralliés au complot agressent une passagère, espérant provoquer de la part de Pelsaert des mesures disciplinaires et créer ainsi un climat d'affrontement et d'insubordination. Mais l'incident ne donne pas le résultat escompté car Pelsaert ne prend aucune mesure coercitive. Les conjurés attendent le moment propice pour mettre leur projet de mutinerie à exécution, mais les circonstances leur en ôtent l'occasion.

## Le naufrage
Dans la nuit du 3 au 4 juin 1629, le Batavia s'échoue sur une barrière de récifs, les îles du Groupe Wallabi, sous un fort vent arrière. Un sondage indique qu'il y a 4 mètres de fond à la proue et 6 mètres au maximum à la poupe, alors que le tirant d'eau moyen du navire est de 5,5 mètres. L'échouement a lieu à la marée haute et le navire prend de la gîte avec le reflux, ce qui rend tout dégagement impossible. Une exploration avec la chaloupe et la yole permet de repérer quelques îlots non submersibles aux abords du Batavia. Ainsi, la matinée est employée à débarquer 180 personnes sur un banc de récifs de 175 mètres de long. Quelques dizaines de passagers se noient en essayant de gagner l'îlot à la nage. Il reste, la nuit tombée, encore cent vingt personnes à bord du navire.
Le lendemain 5 juin, Pelsaert et Jacobsz décident le transfert des 180 passagers sauvés sur un autre îlot, celui-ci situé à 2 kilomètres du navire. C'est une zone plate de 350 mètres de long pour une largeur moyenne de 50 mètres. Ils sont rejoints par une cinquantaine de passagers grâce à une nouvelle navette entre l'épave et l'île avant que le gros temps n'interrompe le va-et-vient. Pelsaert, Jacobsz et une quarantaine de marins se réfugient sur le premier îlot alors que 70 hommes sous la direction de Cornelisz restent à bord.
La rupture de la carène n'a pas permis de récupérer toutes les réserves d'eau et de nourriture. Les 6 et 7 juin, Pelsaert et Jacobsz parcourent tout l'archipel et les deux plus grandes îles situées à une dizaine de kilomètres au nord-ouest sans trouver de source d'eau potable. Devant l'absence de ressources, ils décident de se diriger le lendemain 8 juin vers la côte australienne distante d'environ 80 kilomètres. 48 personnes, dont deux femmes et un nourrisson, prennent place dans la chaloupe et la yole est prise en remorque. Les principaux officiers navigateurs sont du voyage, ceci afin de mettre toutes les chances de leur côté.

## Dispersion dans l'archipel et premières tueries
Les premiers jours sur l'île sont éprouvants et les plus faibles meurent de soif, avant que des pluies à partir du 9 juin permettent de reconstituer des réserves en eau. L'archipel dispose de nombreuses colonies d'oiseaux de mer et d'otaries, qui constituent avec la pêche l'ordinaire de la nourriture.
Le 12 juin, l'épave du Batavia se disloque et une vingtaine de personnes sur les 70 prisonniers du bateau parviennent à rejoindre l'île à la nage ou sur des radeaux de fortune. Cornelisz est de ceux-ci. Il y a désormais 208 rescapés réfugiés sur l'îlot baptisé « Cimetière du Batavia » (aujourd'hui Beacon Island). Ils y installent des campements de fortune et commencent à se consacrer à la construction d'embarcations avec le bois récupéré de l'épave.
Selon le règlement de la compagnie, un conseil est instauré sous la direction de Cornelisz qui exerce une certaine fascination sur les naufragés. Craignant un épuisement rapide des ressources, celui-ci envisage froidement de réduire la population de l'île, d'autant plus qu'il redoute de connaître des difficultés si son projet de mutinerie était dévoilé. Il s'arrange afin d'écarter du conseil les personnes estimées fidèles à la compagnie pour les remplacer par quelques dizaines d'hommes impliqués dans le complot. Cornelisz et ses hommes s'octroient naturellement certains privilèges et les quelques armes blanches sauvées du naufrage.

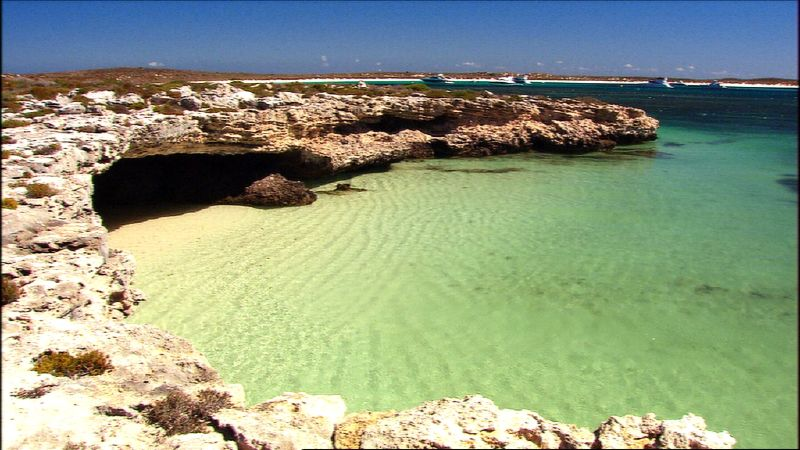
Paysage typique des Abrolhos.

Les barques construites par les charpentiers du Batavia sont utilisées par ses comparses pour explorer l'archipel. Ces reconnaissances apprennent à Cornelisz que les autres îles sont dépourvues de ressources en eau douce. Il réussit alors à convaincre, sous divers prétextes, des volontaires de s'installer dans les autres îles. Quarante personnes sont ainsi abandonnées sur l'île des Otaries, une étroite bande de récifs située face au Cimetière du Batavia de l'autre côté d'un chenal en eaux profondes. Quinze sont installées sur l'île aux Traîtres (Traitors Island), baptisée ainsi par les naufragés car elle a servi de refuge provisoire aux officiers et aux marins qui ont embarqué sur les chaloupes du Batavia en abandonnant à leur sort le reste de l'équipage. Une vingtaine de soldats dirigés par Wiebbe Hayes et non impliqués dans le complot sont envoyés sur l'île Haute, une des deux plus grandes îles situées à une dizaine de kilomètres au nord-ouest. Fin juin, il reste ainsi sur Cimetière du Batavia quelque 130 personnes.
Dès le début de juillet, Cornelisz fait exécuter les personnes qu'il juge peu sûres. D'abord sous des prétextes quelconques et avec la bénédiction du conseil, puis traîtreusement en faisant noyer par ses acolytes des personnes qu'il a convaincues d'embarquer pour l'île Haute.
Le 9 juillet, les occupants de l'île Haute allument des feux, selon la convention définie à l'avance, pour indiquer aux autres groupes la découverte d'eau potable. Le groupe de l'île aux Traîtres tente alors de rejoindre l'île Haute à bord d'embarcations de fortune assemblées sur leur propre île. Cornelisz ne pouvait tolérer ce regroupement qui aurait pu à l'avenir rivaliser en nombre avec ses hommes. Il enjoint à ces derniers de rattraper ces fuyards et de les abattre tous. Cette fois, cette exécution se fait à la vue de tous et ne laisse aucun doute sur les intentions de Cornelisz. Dès lors, les meurtres se multiplient sans dissimulation et de façon arbitraire, instaurant la terreur parmi les rescapés.
Pour prévenir tout regroupement, Cornelisz envoie ses hommes assassiner les résidents de l'île des Otaries. Il leur faut trois assauts les 15, 18 et 24 juillet pour éliminer l'ensemble du groupe, à l'exception de quelques-uns qui réussissent à s'échapper. L'arme blanche a remplacé les noyades, et Cornelisz prend un plaisir sadique à mettre à l'épreuve les ralliés de gré ou de force, en les obligeant à leur tour à commettre des meurtres. Seules les femmes sont épargnées et forcées à se prostituer. Cornelisz exerce son pouvoir en désignant assassins et victimes, mais ne trempe jamais ses mains dans le sang. Seuls quelques hommes réussissent à s'échapper et rejoindre le groupe de Hayes sur de frêles esquifs ou des radeaux de fortune.

## La chaloupe atteint Java

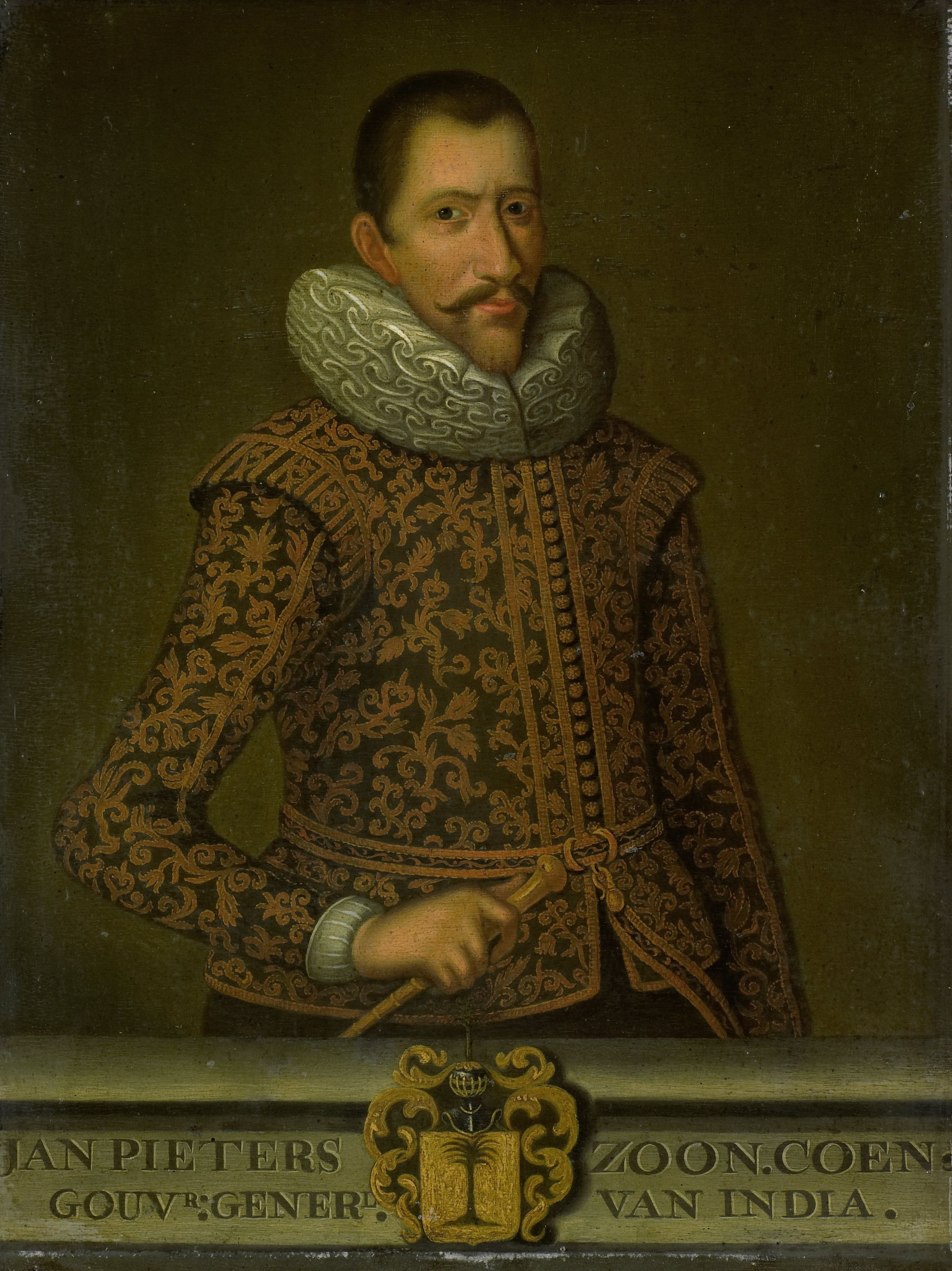
Jan Coen.

Dès l'après-midi du 8 juin, la chaloupe de Pelsaert et Jacobsz est arrivée en vue des côtes australiennes. Celles-ci sont à l'époque peu connues et décrites de manière imprécise. Les naufragés se heurtent à des falaises bordées de récifs, la terre est déserte et inabordable. La chaloupe longe la côte vers le nord et l'équipage parvient enfin le 15 juin à trouver un point de débarquement et un ravitaillement en eau douce est effectué. Pelsaert et Jacobsz se sont alors éloignés de 500 kilomètres des Abrolhos. Le retour n'est pas envisageable et ils décident de poursuivre jusqu'à Java, après que Pelsaert a pris la précaution de s'assurer de l'aval de tous les passagers de la chaloupe.
Réalisant un véritable exploit, ils arrivent le 27 juin en vue des côtes de Java alors que leur réserve d'eau est presque épuisée. La côte sud n'est pas sous contrôle néerlandais, mais ils peuvent ravitailler et atteindre le 3 juillet l'extrémité sud-ouest de l'île. Dans le détroit de la Sonde qui sépare les îles de Sumatra et de Java, ils croisent par hasard le Saerdam. Ils sont récupérés et débarquent à Batavia (aujourd'hui Jakarta) le 7 juillet, tous sains et saufs, y compris le nourrisson.
Le gouverneur général des Indes, Jan Coen, donne l'ordre de décharger le Saerdam et renvoie Pelsaert en expédition de secours avec un effectif réduit afin de ramener les éventuels survivants, mais surtout l'argent de la Compagnie. Adriaen Jacobsz, convaincu d'être responsable du naufrage, est emprisonné.
Le Saerdam reprend la mer le 15 juillet. Mais la longitude du lieu du naufrage n'est pas connue avec précision, ce qui oblige le navire à zigzaguer d'est en ouest à l'approche des îles. Ce n'est donc que le 16 septembre que le Saerdam arrive en vue de l'île Haute, point le plus septentrional de l'archipel.

## Les assauts et l'arrivée des secours

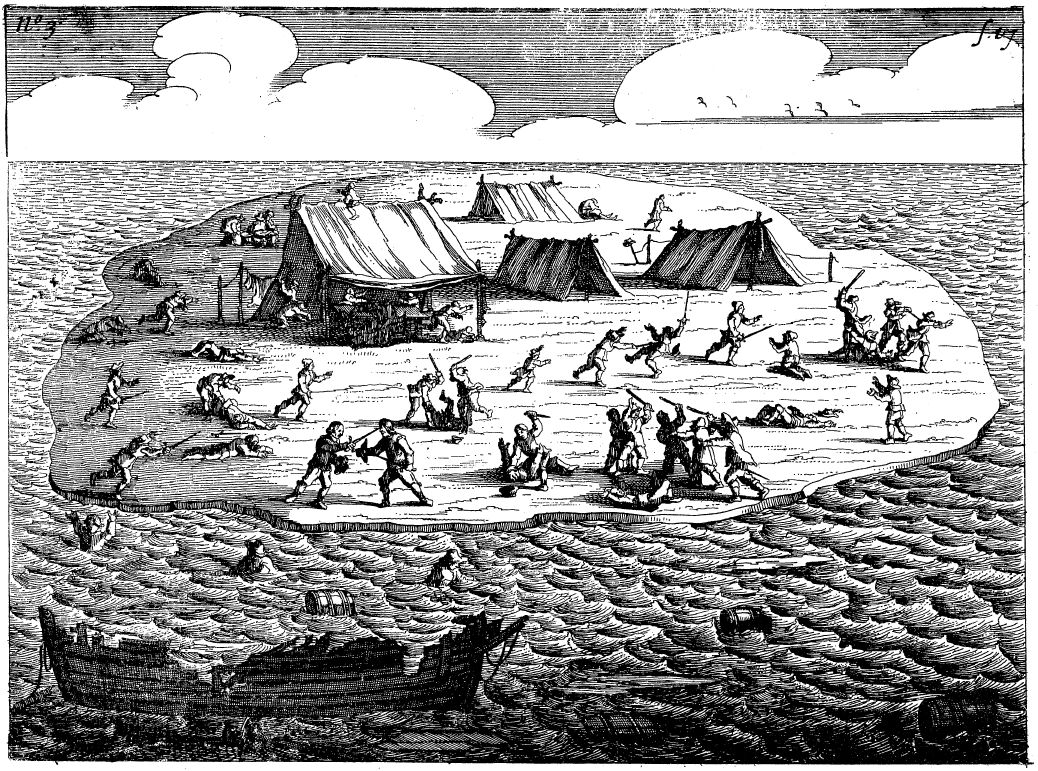
Illustration du drame - 1647.

Au nord-ouest, l'archipel est constitué des deux îles les plus étendues. L'île Haute, de quatre kilomètres sur deux, culmine à 15 mètres au-dessus du niveau de la mer. De là, il est possible d'accéder par gué de haut-fond vaseux à l'île voisine, plus tard nommée l'île de Hayes (aujourd'hui West Wallabi Island) qui est plus vaste, mesurant cinq kilomètres sur trois et demi. Les hommes de Hayes y ont découvert deux citernes naturelles pour leur consommation d'eau douce. La nourriture est abondante. Outre le poisson et les oiseaux de mer, les deux îles sont peuplées de tammars wallabis qui se laissent facilement capturer. Les conditions de survie sont donc bien meilleures que celles du Cimetière du Batavia.
Les premiers occupants sont rejoints au cours du mois de juillet par huit rescapés du massacre de l'île des Otaries et une vingtaine de fuyards du Cimetière du Batavia. Ces hommes ont fui par nécessité ou par crainte dans de petites embarcations ou des radeaux de fortune. Hayes est donc désormais informé de ce qu'il se passe à quelques kilomètres de là. Fort de 48 personnes avec les derniers réfugiés, le groupe organise sa défense.
Cornelisz, dont la seule issue est de s'emparer d'un vaisseau de secours, ne peut laisser ce groupe survivre et témoigner des massacres dont il est le responsable. Deux assauts organisés en juillet et début août échouent. Les mutins sont repoussés sans difficulté par les soldats de Hayes. Le 2 septembre, Cornelisz rassemble toutes ses forces dans un îlot à 400 mètres des bastions de Hayes. Trop sûr de son pouvoir de persuasion, il propose à Hayes de négocier et s'avance avec cinq de ses hommes. Mais la négociation tourne court, et le groupe de Hayes le capture et exécute ses compagnons.
Les autres mutins se replient alors sur Cimetière du Batavia et élisent un nouveau chef, le soldat Wouter Loos. Les meurtres cessent, mais Loos entreprend un quatrième assaut le 17 septembre contre les positions de Hayes. C'est à ce moment qu'apparaît le Saerdam. Hayes arrive à contacter le premier Pelsaert, qui peut prendre les dispositions pour maîtriser les mutins qui finissent par se rendre.

## Retour du droit et bilan

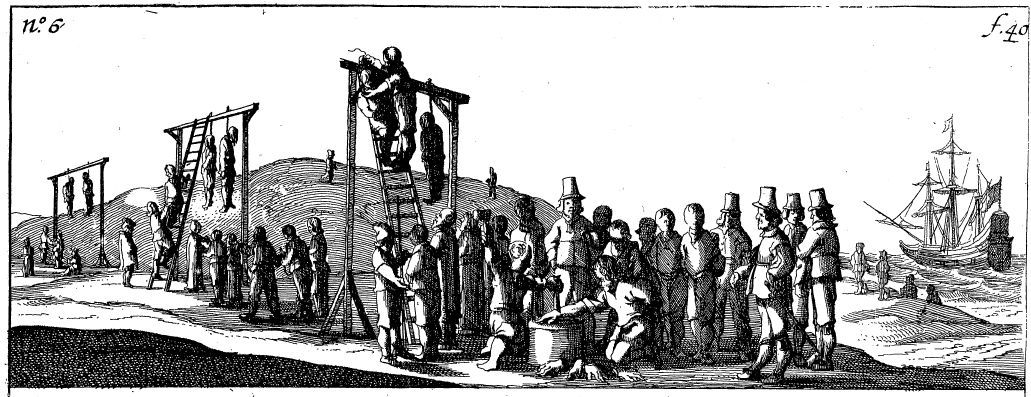
Pendaisons sur l'île des Otaries.

Pelsaert réunit sur-le-champ le conseil du Saerdam et procède à l'interrogatoire des prisonniers. La torture était un moyen utilisé à l'époque pour obtenir l'aveu des accusés. Les aveux forcés, les accusations réciproques et les témoignages des rescapés permettent à Pelsaert de reconstituer les évènements. Cornelisz est condamné à avoir les deux mains coupées et est pendu le 1er octobre sur l'île des Otaries en même temps que six de ses hommes. Deux condamnations sont commuées en abandon sur une terre déserte : ces deux hommes, Loos et un jeune de 18 ans du nom de Pelgrom, seront abandonnés sur la côte occidentale australienne sur le chemin du retour. Cinq autres bénéficiant de circonstances atténuantes sont condamnés aux supplices de la « petite cale » ou de la « grande cale » et au fouet.
Après les exécutions, Pelsaert se voue entièrement à la récupération des coffres de la compagnie malgré les mauvaises conditions atmosphériques. En sus des coffres restés entre les mains des mutins, une dizaine sont récupérés, mais deux sont abandonnés. Pelsaert appareille le 15 novembre pour les Indes néerlandaises et parvient à Batavia le 5 décembre. Le gouverneur général, décédé le 21 septembre, a été remplacé par Jacques Specx. Ce dernier estime que Pelsaert a fait preuve de trop de clémence. Quatorze hommes ramenés par le Saerdam sont mis sous les verrous et cinq d'entre eux sont pendus en janvier 1630. Le second de Cornelisz, un dénommé Coupe-Pierre, dont le sort avait été laissé au bon vouloir du gouverneur général, subit le supplice de la roue.
Jeronimus Cornelisz était très certainement un psychopathe, instruit et séducteur qui a su prendre un ascendant sur des hommes frustes. À l'époque, on en a fait un adepte du courant anabaptiste et un disciple de Johannes Torrentius, peintre hollandais, adepte des Rose-Croix.
Le capitaine Jacobsz a été jugé responsable de l'échouage du bateau, mais son rôle dans le complot ne semble pas avoir été clairement établi. On perd sa trace et il est peut-être mort en prison. Quant à Pelsaert, il ne survécut que quelques mois aux évènements, décédant de fièvres dans l'île de Java en juillet 1630.
Selon les archives de la compagnie, les victimes de Cornelisz furent au nombre de 115 (96 hommes et adolescents, 12 femmes et 7 enfants). En ajoutant les morts accidentelles (noyades), par maladie et les exécutions des coupables, seul un tiers des passagers et hommes d'équipage survécut à ce drame.

## Principaux protagonistes
Outre les responsables, François Pelsaert, subrécargue, Adriaen Jacobsz, capitaine de navire, et Jeronimus Cornelisz, certaines personnes sont sorties de l'anonymat des autres participants de ce drame.
| Nom                            | Statut                                                | Notes |
| ------------------------------ | ----------------------------------------------------- | --- |
| Gijsbert Bastiaensz            | pasteur                                               | Sa femme et six de ses sept enfants, ainsi que la servante du pasteur sont assassinés sur l'île. Sur la fin de l'aventure, il a tenté de jouer les médiateurs entre le groupe de Hayes et celui de Loos. |
| Judick Bastiaensz              | fille aînée du pasteur                                | Rescapée du massacre de la famille, elle devint la protégée de Coenraat van Huyssen, un des mutins. |
| Mattys Beer                    | soldat                                                | Un des premiers comparses de Cornelisz, il est condamné et pendu sur l'île des Otaries. |
| Wybrecht Claasen               | servante du pasteur                                   | Assassinée avec la famille du pasteur. |
| Salomon Deschamps              | commis, secrétaire de Pelsaert                        | Il assista le conseil du Saerdam et rédigea les actes de procédure sur l'île. Accusé par la suite de complicité, il fut condamné au fouet et au supplice de la vergue. Il fut finalement pendu après jugement à Java. |
| Jan Evertsz                    | premier maître d'équipage                             | Participant au complot, il organisa l'agression dont fut victime Lucretia sur le Batavia. Passager de la chaloupe, il est arrêté dès son arrivée à Java et pendu pour l'organisation de l'agression sur Lucretia et pour tentative de mutinerie.                                                                                      |
| Rutger Fredericx               | serrurier                                             | Un des premiers comparses de Cornelisz. Il est condamné et pendu sur l'île des Otaries. |
| Abraham Gerritsz               |                                                       | Ancien déserteur, récupéré lors de l'escale du Batavia au Sierra Leone, enrôlé de force par Cornelisz, condamné au fouet et au supplice de la vergue. |
| Claas Gerritsz                 | maître timonier                                       | Passager de la chaloupe, un des quatre rescapés à retourner sur l'île avec l'équipage du Saerdam, il fit partie du conseil chargé de juger les mutins sur l'île. |
| Wiebbe Hayes                   | soldat                                                | Prend le commandement de la colonie sur l'île Haute, s'oppose par la suite aux assauts des mutins. Il fut promu sergent. |
| Zwaantie Hendricx              | chambrière de Lucretia                                | Devint la maîtresse de Jacobsz. Une des deux passagères de la chaloupe en direction de Java. |
| Jan Hendricxsz                 | soldat                                                | Un des premiers comparses de Cornelisz. Avoue l'assassinat de 17 à 20 personnes. Condamné et pendu sur l'île des Otaries. |
| Jacob Jansz Hollert            | second maître timonier                                | Passager de la chaloupe, un des quatre rescapés à retourner sur l'île avec l'équipage du Saerdam. Fit partie du conseil chargé de juger les mutins sur l'île. |
| Jacob Jacobsz Houtenman        | capitaine du Saerdam                                  | Il a fait partie du conseil chargé de juger les mutins sur l'île. Disparu en mer avec quatre autres marins pendant les opérations de récupération des coffres. |
| Lucretia (Creesje) Jansdochter | passagère                                             | Agressée pendant le voyage par un groupe d'hommes. Devient sur l'île la compagne forcée de Cornelisz. |
| Allert Janssen                 |                                                       | Un des premiers comparses de Cornelisz, condamné et pendu sur l'île des Otaries. |
| Allert Jansz                   | cadet                                                 | Seconde Hayes sur l'île Haute, fut promu caporal. |
| Aris Jansz                     | chirurgien adjoint                                    | Arrive à s'échapper et à rejoindre Hayes sur l'île Haute. |
| Claes Jansz                    | chef trompette                                        | Passager de la chaloupe, un des quatre rescapés à retourner sur l'île avec l'équipage du Saerdam, sa femme étant restée sur l'île. |
| Frans Jansz                    | chirurgien de bord                                    | Dirige le premier conseil sur l'île avant l'arrivée de Cornelisz. Assassiné ensuite sur l'ordre de Cornelisz. |
| Pieter Jansz                   | prévôt                                                | Prend le commandement de la colonie de l'île aux Traîtres. Assassiné avec sa femme alors qu'il essayait de rallier l'île Haute. |
| Andries Jonas                  |                                                       | Mutin, est condamné et pendu sur l'île des Otaries. |
| Andries Liebent                |                                                       | Rallié de force à Cornelisz. Arrêté pour être conduit et jugé à Java, condamné au fouet et trois ans d'exil. |
| Wouter Loos                    | soldat                                                | Accompagne Cornelisz sur l'île Haute, il est le seul de la délégation à pouvoir s'échapper. Il prend le commandement des mutins rescapés de l'île du Cimetière et fait cesser les massacres. Il avait participé à des assassinats, mais bénéficia de la mansuétude du conseil et fut abandonné sur la côte australienne avec Pelgrom. |
| Jan Pelgrom                    | garçon de cabine                                      | Condamné à être pendu sur l'île des Otaries. Gracié au dernier moment, il fut abandonné sur les côtes désertiques d'Australie. |
| Cornelis Piertersz             |                                                       | Fait prisonnier, puis exécuté par les hommes de Hayes le 1er septembre. |
| Jacob Piertersz (Coupe-Pierre) | caporal en second, adjoint du caporal-chef Jacobszoom | Un des premiers comparses de Cornelisz, en devient le bras droit. Arrêté pour être conduit et jugé à Java, condamné au supplice de la roue. |
| Otto Smit                      | cadet                                                 | Second de Hayes sur l'île Haute, fut promu caporal. |
| Coenraat van Huyssen           | officier-cadet                                        | Un des premiers comparses de Cornelisz. Un des assassins les plus féroces. Fait prisonnier, puis exécuté par les hommes de Hayes le 1er septembre. |
| Gysbert van Wereden            | officier-cadet                                        | Un des premiers comparses de Cornelisz. Fait prisonnier, puis exécuté par les hommes de Hayes le 1er septembre. |
| Lenert van Os                  |                                                       | Avoue l'assassinat de douze personnes. Est condamné et pendu sur l'île des Otaries. |
| David Zevanck                  | commis                                                | Un des premiers comparses de Cornelisz. Un des assassins les plus féroces. Fait prisonnier, puis exécuté par les hommes de Hayes le 1er septembre. |

## Reconnaissance des lieux du naufrage
Pendant plus de deux siècles, les Abrolhos de Houtman restèrent peu connues. Ce n'est que dans les années 1840 qu'elles furent répertoriées par le capitaine John Lort Stokes de la Royal Navy : trois archipels s'étendant sur 80 kilomètres sur un axe nord-sud. Le groupe le plus au sud sur lequel on avait trouvé les vestiges d'un naufrage supposé être celui du Batavia fut baptisé Groupe de Pelsaert. Toutefois la disposition des îlots était en contradiction avec la description faite par le subrécargue dans son journal. Il s'agissait en fait d'une confusion avec le naufrage du Zeewyk qui s'était produit en 1728.
Ce n'est qu'en 1960 que fut identifié le véritable lieu du naufrage dans le Groupe des Wallabi. L'archipel était alors exploité depuis le début du XXe siècle pour le ramassage du guano. Les restes de l'épave, la poupe du navire, furent retrouvés à la pointe des récifs du matin par sept mètres de fond. De nombreux restes, y compris des squelettes humains, furent découverts sur Beacon Island et sont exposés aujourd'hui au musée maritime d'Australie-Occidentale à Fremantle.

## Réplique du bateau
Une réplique grandeur nature du Batavia avec des matériaux traditionnels (chêne, chanvre) fut construite à Lelystad aux Pays-Bas à partir de sources historiques. Il fallut dix ans pour réaliser ce projet, de 1985 à 1995. Lors de son lancement le 7 avril 1995, il fut baptisé par la reine Beatrix sous le même nom de Batavia.
En 1999, le Batavia fut transporté en barge jusqu'en Australie où il fut exposé au Musée national maritime de Sydney pendant les Jeux Olympiques d'été de 2000. Il fit son retour à Lelystad l'année suivante. Le 13 octobre 2008, un incendie l'a légèrement endommagé.
Ce chantier a travaillé sur la reconstitution d'un autre vaisseau du XVIIe siècle, le Zeven Provinciën, un navire de ligne, en contraste avec le navire marchand précédemment cité. Cette nouvelle réplique a connu une grave erreur de conception, puis un manque d'intérêt conduisant à l'arrêt de la construction. La quille montée est restée en place au Musée de Lelystad.  

Photographies du Batavia reconstitué
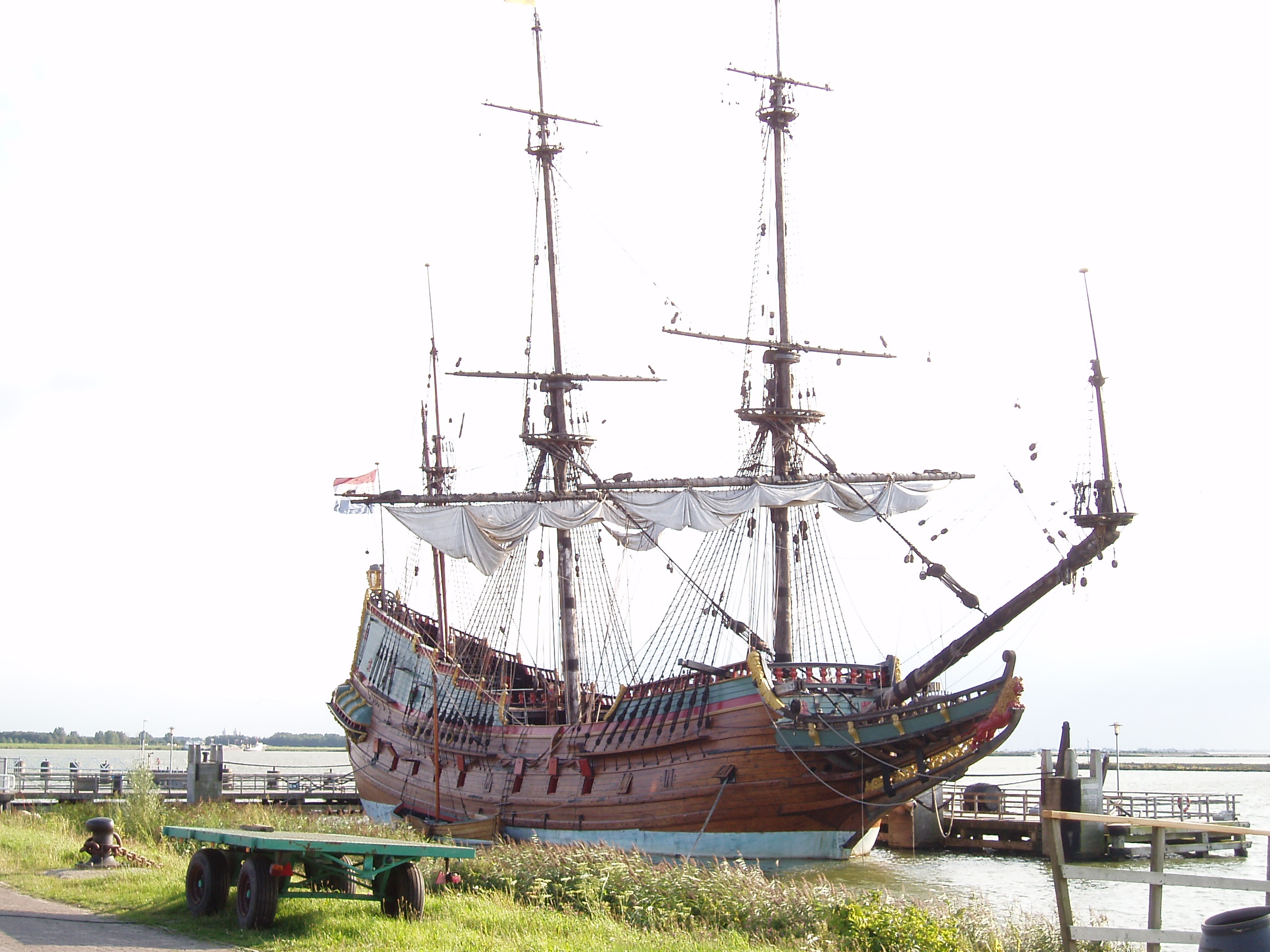
Vue d'ensemble à Lelystad.
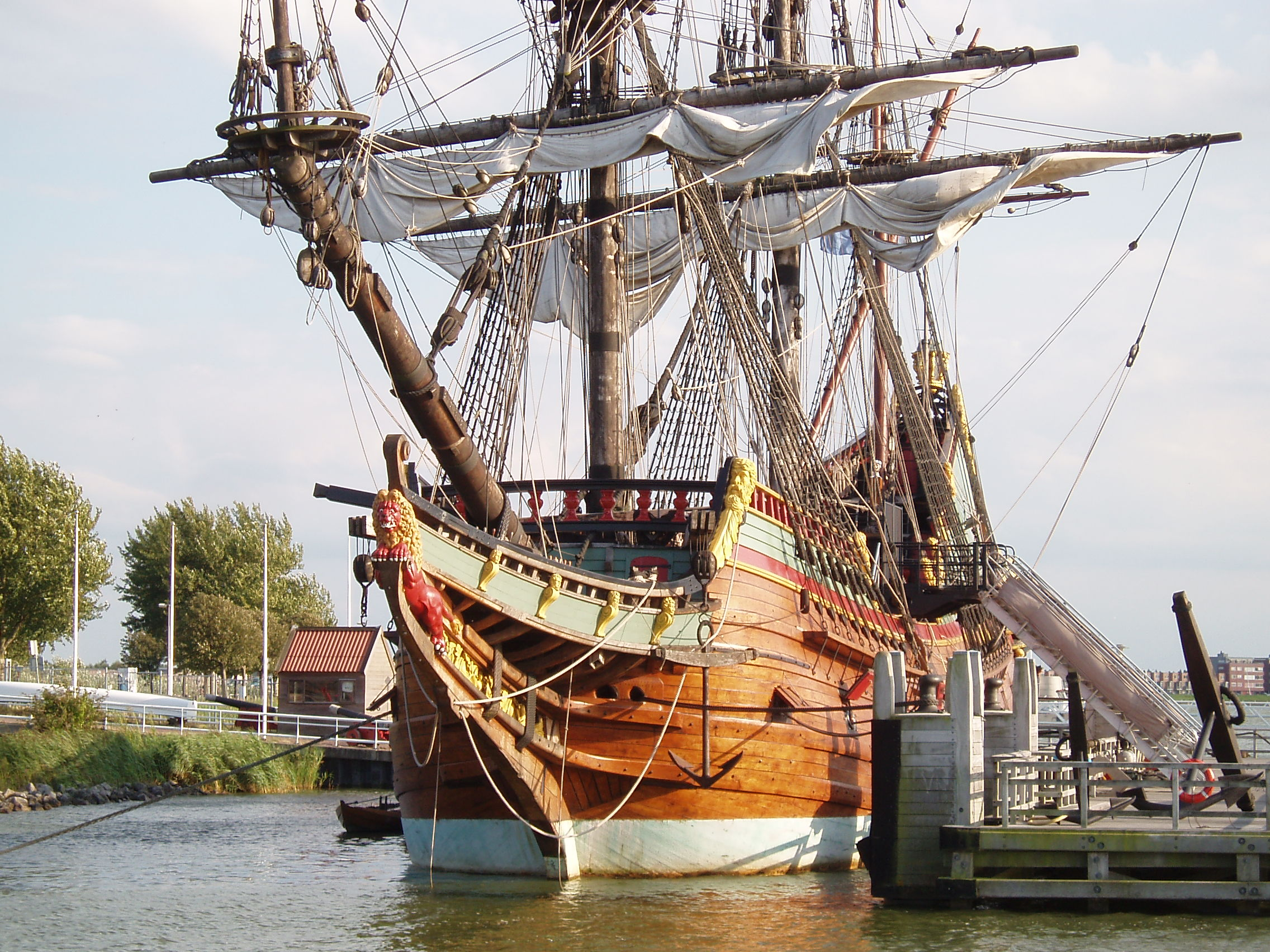
La proue.
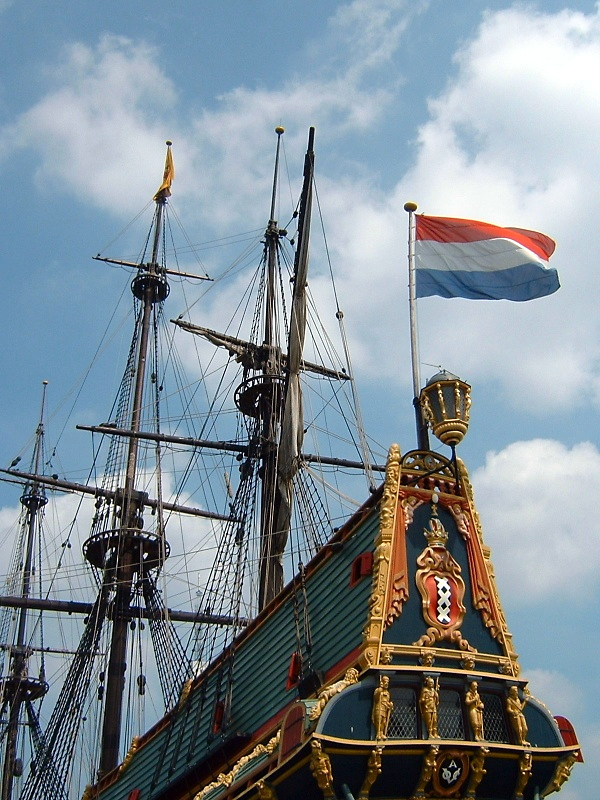
La poupe.
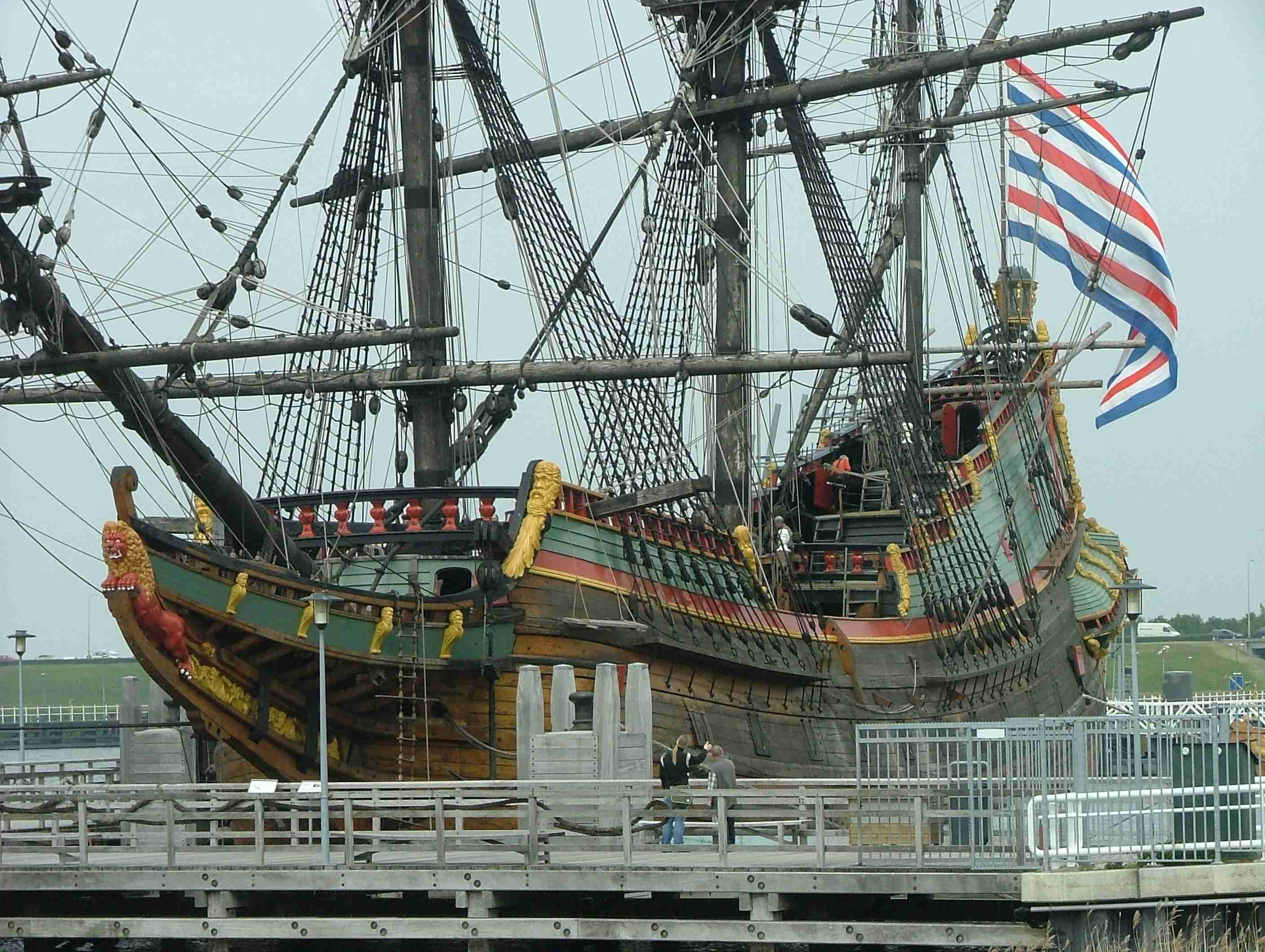
Vue 3/4 avant.

## Dans la culture populaire
Le naufrage du Batavia donna lieu à une première publication à Amsterdam en 1647-1648, par le biais d'une édition du journal de François Pelsaert, ouvrage annoté et illustré de gravures, qui eut un certain succès.
Cette histoire sert de toile au fond à la bande dessinée 1629, ou l'effrayante histoire des naufragés du Jakarta de Xavier Dorison et Timothée Montaigne, dont le premier tome, L'apothicaire du diable, est paru en 2022 et le second, L'Île Rouge, en 2024. Ces deux tomes racontent l'évènement de façon romancée en prenant quelques libertés par rapport à la réalité historique.